# Unity (engine)
Unity is een game-engine ontwikkeld door het Deens-Amerikaanse bedrijf Unity Technologies voor de ontwikkeling van computerspellen voor zowel pc, consoles, mobiele apparaten als websites.

## Licenties
Unity heeft verschillende licenties beschikbaar voor verschillende gebruikers. Iedere versie bevat dezelfde basisfunctionaliteit.
Unity Personal is beschikbaar voor hobbymatig gebruik, of door gebruikers met een jaarlijkse omzet van minder dan $ 100.000. Bij deze versie is het verplicht om het Unity logo bij het opstarten van de game te tonen, hoewel dit scherm wel aangepast kan worden. Voor gebruikers boven deze grens zijn Unity Plus (omzetlimiet van $ 200.000) en Unity Pro (geen limiet) beschikbaar. Ook bestaat er een speciale versie, genaamd Unity Enterprise, bedoeld voor grote bedrijven.

## Scripting
In Unity wordt voornamelijk gebruik gemaakt van de programmeertaal C# voor het programmeren van games. Ook is het mogelijk om visueel te programmeren met behulp van Bolt Visual Scripting.

## Platformverval
Volgens internetcriticus Cory Doctorow lijdt het platform, net als andere online-platformen en sociale media zoals Amazon, Facebook, Google Zoeken, Twitter, Bandcamp, Reddit en Uber, aan "platformverval" (platform decay, beter bekend onder de Engelse schuttingterm enshittification): het afnemende gebruikersnut van een online omgeving veroorzaakt door hebzucht.
Waar Unity voorheen een royaltyvrije structuur had, deed het bedrijf dit in 2023 uit het raam en kondigde een duurder prijsmodel aan voor spelontwikkelaars. Dit had gevolgen voor elk spel dat na de wijziging is gemaakt en alle games die al waren uitgebracht. Het leverde felle reacties op uit de computerspelwereld en Unity bood haar excuus aan. Mensen suggereerden dat Unity de band met de ontwikkelgemeenschap was kwijtgeraakt en alleen nog op winst was gericht. Een groot deel van de gaminggemeenschap zegde het vertrouwen in het bedrijf op.

## Titels
Bekende spellen die gemaakt zijn met Unity zijn onder meer:
- Angry Birds Epic
- Firewatch[17]
- Hearthstone: Heroes of Warcraft[18]
- Kerbal Space Program[19]
- Leisure Suit Larry: Reloaded
- Rust
- Valheim

Unity schatte in 2022 dat er per jaar meer dan 750.000 applicaties en games actief met Unity ontwikkeld en onderhouden worden. Naar schatting had Unity in 2021 62% van de markt voor game ontwikkeltools in handen.